# 2014年台灣劣質油品事件
2014年台灣劣質油品事件是指臺灣於2014年被發現諸多食用油廠商違法事件。該宗事件引起社會輿論對食品安全問題普遍關注，包括查出數起劣質油品事件。

## 緣由及分析

### 黑心食用豬油
2009年左右，屏東縣某村老農自北部退休回老家種田、養雞鴨。事隔數月，郭烈成在其附近購置土地鋪設了「地下油廠」專門從事改製劣品油脂，因不良排汙造成附近環境惡臭難當。老農曾與當地居民分別多次向屏東縣政府檢舉無效後，之後自行蒐證。直到2013年8月，透過友人找上臺中市政府警察局報案。承辦員警蒐證後，因路途遙遠，2014年4月轉請屏東地方檢察署指揮偵辦，才讓危害大眾的食品安全案件得以破獲。，但後續的媒體過度曝光令村民擔心會招來勢力報復。
檢警人員指出，強冠公司為國內的老牌油品大廠，部分產品擁有ISO和WHO食品GMP的認證，2014年初強冠豬油漲價，比行情高出約一成，除欺騙千家中、下游業者，更殃及全台民眾。董事長葉文祥，40年前就開始從事油品加工，期間多次被人檢舉收購餿水油製作黑心油，自2008年以來從香港進口動物飼料油，累積56批共2385噸豬油，偷天換日加工成劣質食用油，惡行可能長達多年。
2014年9月4日，衛生福利部食品藥物管理署表示，強冠公司收購自「屏東郭烈成工廠」所回收榨過的廢油和餿水油，以33％劣質油混合67％豬油，出廠成為「全統香豬油」油品，多家知名下游廠商皆中標使用強冠公司黑心油品。臺北市政府衛生局晚間召開記者會，說明頂新集團味全公司製造的肉醬、肉酥等12款加工製品，皆使用強冠公司「全統香豬油」製成，味全主動針對產品通報、封存、預防性下架，衛生局呼籲食品業者若有使用或販售全統香豬油製成的加工產品，應主動停止製造、加工、販賣及回收，並通報衛生局清點及流向。

### 黑心飼料油

#### 屏東郭烈成餿油地下工廠、進威企業
因屏東縣政府的疏失造就郭烈成餿油煉製地下工廠、進威企業（有臨時工廠登記，9月19日廢止），以及2013年違法的墾丁悠活麗緻渡假村，「就地合法」營業。農委會畜牧處副處長朱慶誠9月11日晚公布，進威2014年1至8月底的交易明細，油品共流向14家業者、總計815.7公噸，封存26.1公噸，已銷出789.6公噸，疑96.8％都已被消費者吃下肚；飼料用油並未列在動物飼料的原料登記項目內，原料、製程和流向從來不列管，餿水油也摻入飼料用油餵動物，最終還是被人們吃下肚。檢警10日追查發現，進威公司曾接受食品大廠如記委託提煉「食用鵝油」已近一年，但進威只能生產「動物飼料用油」，屏東縣政府找不到法令規章開罰，只能以工廠環境太髒「勒令停業」，出現執法漏洞。
10月3日，屏東地檢署送驗進威的油脂檢驗結果發現含有重金屬（銅、鉛及鉻），進威向黃惠光（大勝飼料屏東廠廠長）購進豬皮革油脂每公斤新台幣7.5元，混合動物下腳料烹煮後，再以平均每公斤新台幣28元價格賣給飼料廠及農牧場。進威自民國101年（2012年）3月起，開始向大勝飼料購買皮革油長達1年8個月，每個月約購20公噸，共1200公噸，檢方估算獲利約873萬6000元新台幣。

#### 鑫好企業（頂新集團上游）
鑫好企業有限公司負責人吳容合10月8日凌晨被拘捕，遭檢調人員查獲從民國101年（2012年）起以「飼料用油」混充「食用豬油」，再製成精緻油品銷售到正義股份有限公司，多項「正義油品」中招。並發現吳容合創設鑫好企業，但幾乎沒有員工，偶爾會有1、2個臨時的業務員，鑫好的油源很複雜，至少有4種，更分別來自7個以上的處所或公司，飼料用油只是其中一種，其他還包括棕櫚油、動植物混合油及廢食用油。
TVBS10月9日報導，吳容合2004年為「特別行銷部」的主管，負責「採購」，外傳他因為和新入主的頂新集團，理念不合而離職，2010年卻以自行成立的鑫好公司和老東家交易，檢方表示，過去來驗油的都是他的老同事，2014年5月，換一個不認識的員工稽查，察覺吳容合的豬油來源有問題，往上呈報，正義才中止和他的合作。《蘋果日報》10月10日報導，台南地檢署表示，鑫好公司的油品上游廠商福瀧油脂公司、進瀧、晉鴻貿易商行負責人都是郭盛榮，地址都位於雲林縣莿桐鄉義和村。立委林淑芬質疑，「鑫好連油槽都沒有，頂新正義這種油品大廠怎會向它進貨？」
《聯合報》10月10日報導，台南地檢署調查，郭盛榮（晉鴻、福瀧、晉瀧）與「強冠」一樣向香港「金寶運」進口不可食動植物混合油731公噸，透過鑫好再轉賣給正義；同時，嘉義縣久豐公司的油品也從「金寶運」進口。《蘋果日報》當日報導大致相同，惟嘉義衛生局調查，該縣久豐公司的油品從越南進口「飼料用魚油」，由吳容合僱司機以油罐車到兩公司載油直送正義，再製成食用油。 並且，鑫好負責人吳容合利用過去任職正義的人脈，只用「人格保證」，未出具「報關證明」就直送正義公司，不符作業程序，檢方將傳訊頂新魏應充、正義油品採購員及其相關主管。高雄市衛生局與高雄檢調10月9日追查正義上游業者共有8家，除鑫好公司外，另兩家是高雄的禾鋐、泳宸公司，其他5家已移請當地轄區主管機關調查油品來源。農委會畜牧處副處長朱慶誠表示，鑫好是油商，晉鴻及久豐是貿易商，均非飼料廠，無法依現行《飼料管理法》開罰。至於鑫好向屏東九如鄉及長治鄉兩家地下工廠購買的豬油來源及流向，畜牧處已請屏東縣政府追查中。 

#### 頂新集團及上游
- 過去進口油品只需向海關申報，到2012年衛福部才開始管理進口油品[26][27][28]。根據檢察官對魏應充的起訴書，頂新製油自2012年開始進口越南的大幸福飼料油作豬油使用[29]。
- 10月12日裁定羈押一人等，其中大幸福公司負責人楊振益（頂新購進越南飼料油進口商）[d]的「飼料油」[a]，賣給頂新等客戶的價格每公斤為20至25元，比郭烈成的餿水豬油每公斤26.7元價格更便宜[30]。根據彰化地院一審判決書的附件，頂新公司從大幸福進口的豬油，實際價格其實是23.33至32.87不等。且26批豬油當中，有15批價格均高於27元，並無傳聞中所說的比郭烈成餿水豬油每公斤26.7元價格更便宜的情事[31]。衛福部只能掌握大幸福公司2013年（民國102）8月[e]以後的進口油品數量，原因在財政部關務署等相關單位，2013年8月16日才修正《海關配合進出口貿易管理作業規定》[32][33]，規定食用油和飼料油進口，需向衛福部食衛署申請查驗，由海關配合查核，才開始有大幸福的進口資料可查。 [30]

### 香港金寶運
台南地檢署發現供料鑫好公司的上游業者，和強冠劣油製品「殊途同源」，有一部份來自香港「金寶運」公司(為香港食安中心列出的黑名單公司)。食藥署區管中心主任馮潤蘭表示，香港食安中心回覆全案仍在偵查中，而且是刑事案件，這個時間點沒有辦法安排台灣的人員過去。

## 產品項目概略
根據台灣衛生福利部食品藥物管理署公布問題產品清單，截至9月6日共有235家廠商使用強冠公司所生產「全統香豬油」。
9月6日，根據高雄、台南、彰化、新北市衛生局追查，強冠公司還替工研整合行銷公司代工製造「合將香豬油」餿水油品，油品已流向食品原料行、雜糧行、烘焙、早餐店、攤商等。12日、13日，因強冠公司的其他24項豬油油品、芳福公司油品影響，受害店家及消費者持續增加，政府仍無良策。

### 香港
2014年9月7日，香港政府称，「大昌贸易行有限公司」、「维嘉食品有限公司」和「安得利香港餐饮有限公司」3家进口公司亦曾购入「强冠」的其他猪油产品。7日新聞報導，香港美心集團購入最少360桶問題豬油，旗下的東海堂、Can．teen及星巴克特色店等，都曾出售以強冠「全統香豬油」烤焗的菠蘿包。
8日新聞報導，香港兩大食品公司南順及合興，曾進口「強冠」的豬油，著名餐饮企业大家樂也受牽連。大家乐9日表示，公司的一家食品供应商提供的精炼猪油曾使用“强冠企业股份有限公司”所提供的劣质猪油制作西式酱汁供香港分店使用，大家乐强调此前并不知情，并已向香港特区政府有关部门汇报并安排检验猪油样本。
9月9日，香港食物安全中心公佈近400間受影響下游公司名單，除著名麵包店如丹麥餅店和元朗大同外，跑馬地法國菜Amigo（雅谷餐廳）、尖沙嘴凱悅酒店、連鎖食肆王家沙、豚王拉麵沙田分店、甚至有曾獲米其林指南推介的好旺角麵家洗衣街店都受牽連。 但不少被點名的食肆都聲稱不明白為何自己榜上有名。食環署昨刊憲下令回收共約500噸涉事產品，僅確定封存當中一成。
9月17日，香港食物安全中心再公布141间可能曾分销或使用台湾“强冠”猪油或猪油制品的商户，香港廉政公署的职员餐厅在名单之内。
9月23日，食物安全中心揭發3款「滋味珍」製品涉用強冠油，分別為製肉酥、海苔肉酥及黑豬肉鬆。
9月24日，受影響新增28商戶，多數是麵包店和茶餐廳，當中以雞批及奶茶聞名灣仔的金鳳茶餐廳最為出名。

### 澳门
进口商大兴粮油食品有限公司存量共有一千多桶相关产品，目前已停止出售怀疑产品，同时通知下游客户停用及销售涉事产品。

### 中國大陸
中華人民共和國國家質檢總局經初步核查，沒有「全統香豬油」進口，並提醒消費者慎食通過各渠道購買的可能使用了問題豬油的企業生產的食品。国家质检总局已要求各地检验检疫机构暂停受理上述235个用户产品的报检，全面排查以往进口记录，如有进口，立即下架召回。而在中国大陸的美心西饼及美心其他分店，没有使用“强冠”猪油。杭州味全公司称没有使用来自台湾地区的食用油脂。
桃园县卫生局9月8日追查地沟油产品流向时发现，溢旺贸易委托生产的“香蒜吐司”使用了问题油。这批吐司部分已流入市场，其中一家经销商来自中国大陆，但卫生局尚未透露该经销商的名称及采购量。“香蒜吐司”曾在台湾著名综艺节目《康熙来了》中亮相。另外上海市食药监局9月6日通知相关企业自查，根据相关媒体报道和质检部门公布的问题食品予以下架，同时出动500多名执法人员开展全市核查。截至9日，共发现并下架问题食品约8700件。味全与85度C都在近日声明，中国大陆售卖的相关产品没有使用问题猪油，但部分超市则将味全、盛香珍等曾遭点名的品牌产品下架。在中国大陆，虽然一些超市纷纷下架这些涉事产品，但是通过网络等渠道，仍然能买到这些产品。而在厦门，当地检验检疫机构发现厦门口岸进口涉及使用台湾地沟油产品4.9吨，分别是“味全”瓜仔肉、“珍味”肉酱、辣味肉酱和“盛香珍”糕饼铺、经典奶酥和斯那普蛋酥。目前检验检疫部门已责令进口商召回并封存产品。在广东，截至9月9日，广东检验检疫局口岸没有“全统香猪油”进口，也未发现目前已公布的台湾涉事生产企业含猪油的相关产品经广东境内口岸进境。在浙江，9月10日，温州检验检疫局鳌江办事处查获一批涉案企业生产的食品，分别是味王股份有限公司生产的味王牌王子面、红烧牛腩料理包，以及盛香珍食品股份有限公司生产的盛香珍香瓜子，目前该批次产品暂未流入市场，已被依法查封扣押，将实施退货或销毁处理。根据10月11日的消息，福建全省已查处台湾涉嫌问题食品逾9848公斤，对库存、召回问题食品已要求下架，停止经营。其中厦门共退运250吨涉事产品。
在爆出康师傅、摩斯汉堡、旺旺、王品卷入地沟油事件后，这些涉事产品并未进入中国大陆市场。康师傅发布声明称：“本公司在中国大陆制造及销售之所有速食面，并不涉及向台湾进口该等原料或产成品，且全部生产过程严格遵守国家相关标准，在保证食品安全卫生的要求下，不存在隐患。”
上海国福龙凤食品股份有限公司表示，龙凤高丽菜水饺未在中国大陆地区销售。该公司还表示，旗山龙凤与上海国福龙凤虽名称相近，但并非同一经营实体，也无任何从属关系。国福龙凤于1992年8月成立，早先是众多龙凤系食品公司中的一家，2013年被三全食品全资收购。
10月9日，阿里巴巴集团表示，平台会通过系统与人工排查，将问题商品下架。但阿里巴巴及淘宝网上仍有涉事产品贩卖。

### 马来西亚
马来西亚康师傅进口经销商“尚亿贸易股份有限公司”决定将包括“精炖葱烧排骨汤面”等含猪油成份的方便面下架。马来西亚卫生部官员稍早前表示，已开始彻查市面商品是否有地沟油污染成份，至今仍未查获任何污染品。

### 新加坡
新加坡農糧獸醫局於2014年9月18日晚間表示，將6種台灣食品下架，包括奇美食品的冰凍豬肉餡、素菜餡、和韭菜餡水餃，以及盛香珍的3種餅乾產品。

## 各地影響
地溝油事件在港澳兩地牽連甚廣，據香港食物安全中心及澳門民政總署食安中心公佈，獲供應問題食油的商戶達數十間，包括美心集團、大昌行、和20多家澳門老字號的餅店。
在加拿大多倫多華人社區，有香港移民表示，以前是大陸食品不能買，現在台灣食品也不能買，她真不知道以後還能買什麼華人食品。而有台灣移民表示，台灣屢屢發生食安問題，她也對台灣食品安全失去信心。今後可能只會去韓國，或本地主流超市購買食品。餿水油事件，多倫多主流媒體尚未報導，但華文媒體連日來報導相當多，促成當地華人恐慌。
對德國而言，台灣爆發令消費者大為恐慌的餿水油事件，食品安全會出現如此嚴重問題是很難想像的，各邦政府負責執行食品管控和檢驗機制，而聯邦消費者保護及食品安全局（BVL）則提供協助並做協調整合的工作。取樣的食品由邦政府的化驗室檢驗，各邦平均每年抽驗的食品大約有40萬項。業者都必須詳細紀錄所使用的原料，以及原料的來源，供主管單位查驗，政府也建立了很好的消費者舉報制度。
《時代雜誌》、《彭博商業周刊》、《紐約時報》等多家美國主流媒體，報導了台灣發生餿水油的食品安全醜聞。
9月10日，受地沟油事件影响，台湾旅行业质量保障协会副理事长陈善国预估，陆客团量恐掉2成。而在9月19日举办的“南京台湾名品交易会”上，工作人员称绝无地沟油产品。
9月11日上午，卫福部常务次长许铭能表示，卫福部掌握了台湾4家廠商，14个品项劣质猪油产品已经出口到香港、新加坡、中国大陆、美国、阿根廷、智利、南非、巴西、新西兰、澳洲、越南等12个国家与地区。13日，臺灣民眾自製豬油風氣再起，溫體豬肉商證實，9月4日餿油爆發前，豬油脂1台斤（600克）批發價25元（約6.4港元)，當日已飆到40元（約10.3港元），零售價已達每600克65元(約16.7港元）。
9月14日，中国大陆媒体《法制晚报》记者统计味全、大家乐等4家受波及的知名上市公司股价发现，在近4个交易日中，这4家上市公司市值累计缩水超14亿元人民币（或70亿元新台币）。
菲律宾食品药品监督管理局和新加坡农粮与兽医局均对此事做出了回应并进行了预防性措施。
17日，針對香港曾向台灣出口劣質油並引發「餿水油」事件，雖然嚴格規管進口食用油，卻對出口食油沒有監管，香港當局計畫立法規範管理食用油安全及廢食油回收。

## 廢油檢驗公布
2014年9月8日，衛福部食品藥物管理署公布「劣質豬油」檢查結果。

### 檢驗項目
- 油品是否酸敗、水解：[84][85][87]

1. 總極性物質
2. 芘
3. 重金屬：砷、鉛、汞、銅、鎘、錫、鉻（是否使用皮革廢料）
4. 黃麴毒素
5. 檢驗動物性成分是否有豬以外成分

### 外觀及味道
廢食用油原料經過高度加工，提煉所製成的成品在外觀及氣味上與一般食用油無異，一般檢驗方式也檢驗不出與一般合格油品的差異。
| 檢體                             | 色香味 |
| -------------------------------- | --- |
| 回收業者胡信德的廢油             | 外觀「褐色」，聞起來有「油耗臭味」，來源是胡信德從攤商小吃店回收的廢油。現場媒體試聞後直呼「好噁心」、「好臭」。                       |
| 強冠公司的未精煉原料             | 將廢油與其他來源油脂以1比2比例，混合而成，外觀變成「淡黃色」，聞起來仍有「臭油味」。媒體記者試聞後表示，有油耗味，還是聞到很臭的味道。 |
| 強冠公司出售的「全統香豬油」成品 | 顏色「純白帶有香氣」，從外觀無法想像來源是餿水油。媒體試聞後諷刺地說，「聞起來很像新鮮的好油」。                                       |

### 結果顯示
胡信德回收油、強冠加工原料油等檢體：
1. 超過正值標準1.3mgKOH/g，代表油脂不新鮮，已水解酸敗；
2. 出現「芘」超過正常標準2ppb，超出歐盟與台灣標準值的3倍（{\displaystyle >6ppb}），這是反覆油炸的廢油指標。
3. 其他項目都合格。

### 評論
| 單位                                   | 概述 |
| -------------------------------------- | --- |
| 國立臺灣大學公共衛生學院               | 國立臺灣大學公共衛生學院9月9日舉行記者會，院長陳為堅抨擊政府只檢驗常規項目，回收油含有許多致癌物質，但這次未檢驗無法得知確實結果。公衛系與職衛所教授吳焜裕指出，「政府危機處理完全不及格，應公開道歉」。環境衛生研究所教授陳家揚指出，食品安全問題已非衛福部能夠負責，應包括衛生部門、檢調單位、環保署、經濟部等採聯合查緝，並配合查稅，才能避免食安問題再度發生。 |
| 臺灣大學、 屏東美和科大、 高雄醫學大學 | 台大食品科技研究所榮譽教授孫璐西、台大醫院腎臟科主治醫師姜至剛、屏東美和科大副校長兼食品營養系教授陳景川、高醫毒物室主任陳百薰等人9月9日直言抽驗的方式有失周全，油品中可能存有其他未知的有害物質，建議改變檢驗方式。9月4日，孫璐西教授已提醒，須深入化驗，調查油品內是否含有害的油溶性物質、農藥、重金屬等，釐清不肖業者的責任。 |
| 消基會                                 | 消基會9月12日指出，現在油品採「釣魚式」的檢驗，恐成業者脫罪利器，應採「網魚式」。消基會董事長張智剛引用歐洲議會研究，表示「被回收的烹調油裡頭含有對公眾健康風險的、多氯聯苯和多環芳香烴」等致癌物質。消基會檢驗委員會委員凌永健（清大化學系教授）表示，檢驗不同酸性化合物，透過指紋圖譜比對氣相層析質譜法、感應耦合電漿質譜分析儀（可分析出重金屬），即可分析出飽和脂肪酸、單元不飽和脂肪酸、多元不飽和脂肪酸的比例，就可確認油品組成，並追蹤來源油品。凌永健說明，燃燒氧化反應下同時也會產生多環芳香烴（PAHs），而且不可能只產生一種，澱粉油炸則會產生丙烯醯胺，聚合成聚丙烯醯胺致癌物，一般實驗室儀器可測到0.1ppb以下，可提供指紋圖譜，而非法規規定數據以下就不列出。 |
| 董氏基金會                             | 董氏基金會營養組主任許惠玉痛批，衛福部食藥署根本逃避問題，「光是比手掌略大的炸豬排就有14％是油，吃一片等於吃下15公克的油，怎麼會是食藥署說的『攝取量相當有限』？」 |
| 長庚醫院                               | 長庚醫院臨床毒物科主任顏宗海指出，「餿水油」是使用過的廚餘油再回收，可能有細菌或微生物汙染，輕則導致急性腸胃炎，重則引發敗血症；也可能含有黃麴毒素，易傷肝，恐引發肝炎、肝硬化，若是Ｂ肝帶原者則易導致肝癌。 |

## 刑事犯罪

### 拘捕

#### 屏東、高雄
9月4日，臺灣南部打擊犯罪中心、環保署督察總隊南區大隊等破獲劣質食油，查包括養豬場、屠宰場及皮革廠分別將雞、鴨的下腳料及豬皮油等，賣給地下工廠非法製油，整個犯罪鍊約有10家廠商，分別違反《廢棄物清理法》31、39、41及46條，分別可處以6千到6萬元，這家地下工廠所涉及違反《廢清法》41及46條，還涉及刑責，可處1年以上5年以下刑期。涉案者還有違反偽造文書、詐欺等刑法部分，則由檢方依法偵辦。

#### 香港檢警
9月10日，香港食物安全中心顧問醫生何玉賢說，當地金寶運貿易公司經寶源油脂公司向台灣強冠企業公司輸出87.7公噸的非食用性豬油，把這種只能供動物食用的「飼料油」填報為「可供人類食用油」，已涉及刑事犯罪。寶源油脂公司以有星公司名義提供，有星公司的出售單據註明是「飼料油」，只供動物使用，但金寶運出示的單據卻註明這些油可作為「人造牛油和炒菜油等使用，沒有汙染，可供人類食用」。何玉賢說，金寶運經由有星協助直接送上船出口到台灣。10日下午，屏東地檢署檢察官李仲仁帶隊前往強冠公司搜索，同時配合高雄衛生局人員進行工廠檢查；至於，向香港方面查證強冠進口油品一事，屏檢表示，細節屬「偵查不公開」範圍。
9月12日，香港警方针对向台湾出口猪油案拘捕2名男子，分别是59岁的苏姓男子及64岁的江姓男子，两人涉嫌串谋行骗。香港食物及卫生局长高永文形容事件严重影响香港的声誉。港警重案組凌晨先後在元朗、大角嘴、荃灣、大埔及屯門等5區展開大搜捕，調查豬油廠、公證行及貿易公司，帶走油樣本、電腦及多箱文件，暫拘捕3人，包括涉嫌擅改交易文件的貿易公司金寶運董事、涉協助修改文件的「英匯公証行」負責人及秘書，涉嫌串謀詐騙及行使假文件。

#### 郭烈成、強冠葉文祥等
9月13日，强冠公司董事长叶文祥于凌晨遭法院裁定羁押。
10月1日，屏東地檢署訊問，將劣質食用油檢驗報告拿給郭烈成看後，郭烈成坦承收購動物屍油、餿水油、回鍋油、皮革油及回收油加以混充後再賣給強冠公司。檢方並提訊強冠董座葉文祥，但葉仍矢口否認知情，將國內購油業務全推給該公司副總戴啟川，兩人訊後還押。

#### 鑫好企業

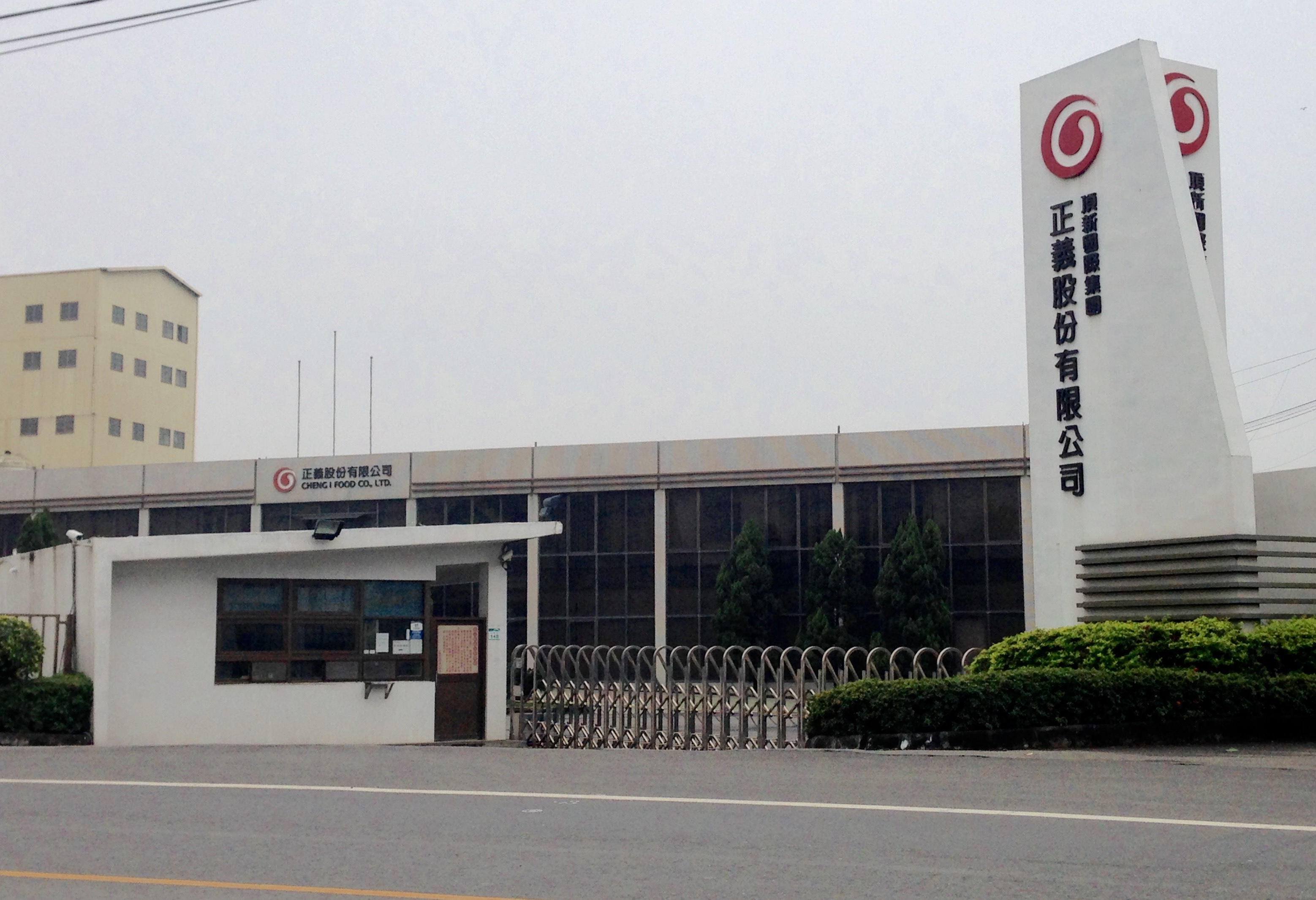
正義股份有限公司廠房

鑫好企業有限公司負責人吳容合，10月8日凌晨遭收押禁見，起因遭檢調人員查獲從民國101年（2012年）起以「飼料用油」混充「食用豬油」，再製成精緻油品銷售到正義股份有限公司，多項「正義油品」中招。法務部調查局臺南市調查處發現，吳容合創設鑫好企業，但鑫好幾乎沒有員工，偶爾會有1、2個臨時的業務員，屬於經銷批發公司；鑫好的油源很複雜，至少有4種，更分別來自7個以上的處所或公司，飼料用油只是其中一種，其他還包括棕櫚油、動植物混合油及廢食用油。

#### 頂新集團及油案相關被告
頂新前總經理常梅峯、屏東廠品保組長蔡俊勇與大幸福公司負責人楊振益（頂新購進越南飼料油進口商）等3人，彰化地院10月12日裁定3人羈押禁見。臺灣嘉義地方法院10月12日裁定久豐油脂廠務邱麗品（邱飛龍胞妹）、永成物料負責人蔡鎮州羈押，臺灣高雄地方法院也將林明忠羈押；檢警認定魏應充至少涉及詐欺、違反《食品安全衛生管理法》、《會計法》等罪嫌，預計將會傳喚他到案說明。久豐負責人邱飛龍20萬元交保，並限制住居。
10月17日臺灣彰化地方法院16時30分，裁定魏應充、頂新製油屏東廠廠長曾啟明收押禁見，2人移送彰化看守所。

#### 臺南市仁德區「北海油脂」
11月3日，臺灣臺南地方法院檢察署查獲北海油脂（老闆呂青協，及妻子呂黃麗華，另有協慶公司，發票逃稅用）以「非食用油」及「飼料用油」混進食用油精製成「食用豬油」（1275公噸472公斤），呂姓夫婦分別於10月18日及30日收押。台南市衛生局表示，北海油脂相關油品辦理全面下架。

### 行政懲處

#### 行政罰鍰
屏東縣衛生局9月18日針對郭烈成賣餿水油違規案，因廚餘油以及回鍋廢食用油等達240公噸，採最高罰則10倍並以每1公斤市價20元計算，開出新台幣4800萬元罰單，處分書中午已送看守所轉交郭烈成。追繳時限為10年，依規定檢舉者可得40萬元檢舉獎金。不過，基於一罪不二罰，最後，要視法院刑事判決定讞後，裁定郭烈成的罰款金額而定。
雲林晉鴻貿易行涉嫌隱匿出售「飼料用油」給鑫好企業，雲林縣衛生局10月9日將晉鴻移送檢方偵辦，並可依違反《食品安全衛生管理法》開罰晉鴻3萬至300萬罰款。

#### 公職人員懲處
行政院10月3日晚間宣佈，衛生福利部食藥署署長葉明功調職，由副署長姜郁美接任。環保署廢棄物管理處處長吳天基自動請調參事，源於廢食用油涉及廢棄物管理業務，處長一職由副處長賴瑩瑩接任。經濟部工業局針對負責GMP業務的承辦組長洪輝嵩予以記過1次處分。
2014年10月3日，中華民國衛福部長邱文達，宣布為此事件負起政治責任，請辭下台。新任的衛福部長由蔣丙煌接任。

#### 檢舉人獎勵
屏東老農於屏東當地多次蒐證檢舉不果，跨區至臺中市警察局報案，經臺中市警察局派員隨老農南下偵查，得以揭發劣質豬油事件，行政院長江宜樺2014年9月17日宣布發給老農新台幣200萬元檢舉獎金。台南A先生檢舉不法廢油回收業者，間接促成鑫好及正義等黑心廠商被偵破涉嫌製造黑心油品案件。行政院長江宜樺10月20日宣布發給50萬元檢舉獎金。屏東老農200萬元檢舉獎金，遲至10月20日，仍因行政程序，尚未頒發予檢舉人，佳話美中不足。
銓敘部公布彰化縣政府衛生局獲選2014年（民國103年度）「公務人員傑出貢獻獎」，12月初表揚大會由考試院頒獎。

### 起訴及判刑

##### 大統混油事件
2013年10月16日，大統混油事件爆發。2014年7月24日刑事部分二審定讞，大統公司負責人高振利判刑12年。

##### 強冠餿油案
屏東地檢署2014年10月3日偵結餿水油案，起訴主嫌郭烈成、郭的司機兼業務施閩毓，進威老闆蘇清煌、妻子郭春葉、兒子蘇進威，大勝飼料公司廠長黃惠光，以及強冠董座葉文祥、採購副總戴啟川等8人，全案依《食品安全衛生管理法》提起公訴。其中，葉文祥、戴啟川、郭烈成、施閩毓等4人觸犯共同詐欺，賣給下游廠商235家，依據《刑法》第339條，建議加重刑責1～7年。
屏東地方法院2015年7月24日判決，強冠董座葉文祥、戴啟川服刑20年，執行罰金5,000萬元。郭烈成非法持有子彈具殺傷力槍枝罪，處3年6月，併科罰金5萬元，另違犯食安法部分應執行有期徒刑12年，施閔毓處有期徒刑8年。
2017年9月13日，最高法院維持高等法院（高雄分院）意見，判定強冠董座葉文祥因「違反食安法及加重詐欺罪」等285項罪，加重改判22年刑期，其中5年可易科罰金，強冠公司副總戴啟川則改判為18年刑期，其中4年可易科罰金，全案至此定讞。另外，強冠公司罰金部分，也加重裁罰高達新台幣1億2仟萬元，另其犯罪所得的8仟150多萬元，則依新法規定沒收確定。原判定本案之被告（地下油行老闆郭盈志〈原名為郭烈成〉）、施姓司機等，則部分撤銷，退回高雄分院更審與再行調查釐清。

##### 永成久豐豬油事件
2015年7月，依一罪一罰處刑，嘉義地方法院宣判，頂新正義的多家嘉義縣上游廠商永成油脂公司犯6罪被罰累計達7500萬元罰金，永成物料公司犯6罪被罰合併罰金達5500萬元，久豐公司犯6罪各判罰金150萬元至200萬元不等。另外，永成公司總經理蔡鎮州15年徒刑（同時併科罰金2800萬元），副總經理蔡耀鋐徒刑8年；久豐公司負責人邱飛龍10年徒刑（併科罰金450萬元），廠務邱麗品（邱飛龍的胞妹）9年徒刑 。

##### 頂新集團等
在彰化地檢署2014年10月17日收押魏應充之後，臺灣臺北地方法院檢察署10月21日追加起訴魏應充等13人。
2015年5月，彰化地院合議庭審理，審判長將此案定調為「本案檢官起訴的事實，是『頂新向越南大幸福購買越南家庭熬油業者的油脂後，加以精煉後，以食用油販售』的行為，沒有媒體和名嘴所說的地溝、回收油和餿水油及廢棄油等情節」。11月27日，彰化地方法院宣判魏應充等被告一審皆獲判無罪2017年4月27日，二審智慧財產法院宣判魏應充等被告2年徒刑定讞，2018年12月獲假釋。
2019年法院依對部分犯行判魏應充4年8月定讞，2021年1月獲假釋。2022年7月，最高法院今針對他其餘犯行依《食安法》販賣假冒食品罪及《刑法》詐欺取財罪，判刑4年10月，另外，得易科罰金部分判刑4年4月。判頂新公司罰金1億500萬元，沒收犯罪所得7467萬7824元。
統清公司等3家公司受問題油品波及，造成商譽及業務重大損害，請求損害賠償新台幣10億多元，及非財產上商譽損失3500萬元。於2022年8月達成和解，頂新公司魏應充等給付原告共1億7000萬元。

## 相關問題點

### 廢油回收問題
將廢棄食用油（回鍋油）回收為燃料（生物柴油）、工業、潤滑、肥皂、硬脂酸、甘油等工業用途，品質尚可的廢油則可做飼料用油，可以減少食用廢油的問題。

#### 產學界
| 區分     | 概述 |
| -------- | --- |
| 源頭管理 | 屏東縣美和科技大學食品營養系教授兼副校長陳景川9月6日表示，政府單位仍欠缺「源頭管理」概念，一味檢查「合法業者」販售食品，卻未將「地下工廠」列入稽查重點，輕忽「非法業者」可能正是合法業者使用食材的來源。14日再呼籲，食品安全的關鍵在「源頭把關」與「加重罰責」，包括查核生產環境、加強對上游的把關等，絕對不是靠一張「檢驗合格證明」就能安心。源頭不合法，就是不該吃，也不能吃！ |
| 政策     | 台灣過去喊停的生質柴油政策，9月11日政府宣布有敗部復活的可能性。環保署13日宣布，將在兩個月內完成公告，將廢食用油納入「一般廢棄物應回收項目」，比照紙類、鐵類等，清潔隊須收取廢食用油。 |
| 現實     | 承德油脂總經理李義發14日說，該公司每年從麥當勞、肯德基等，以及透過中間商向全台小吃攤收取的廢食用油兩萬噸，全數製成「生質柴油」；2014年政策喊卡後，只能銷往歐盟，國內仍有大量庫存。副總經理賴傳麒透露，過去「廢食用油」最大去處是製成動物飼料，用量比「生質柴油」更多，但經濟部工業局2013年8月公告「廢食用油」不能用於飼料，11月實施後，送來製成生質柴油的廢食用油卻沒增加。原本做飼料的廢油流向何處，引人深思。11日新聞媒體報導，合法廠商回收廢棄油精煉成「生質柴油」後，每公斤才賺6～7元，甚至有人因此做到倒閉。回收廢棄油加工後，做成食用油至少能賺兩倍！ |

#### 現況
利潤
以「廢食用油」售價為例，
如2013年劣質橄欖油，當時經回收轉賣「生質柴油」工廠，其價格每公斤約18元，福懋油脂約有41公噸棷欖油劣品可供運用。《今周刊》925期報導，合法領有執照的回收廢油業者，2014年平均行情，收購廢油價格大約每公斤17、18元，2013年賣出的行情是20元，平均每公斤只賺2.5元。
按《中國時報》9月5日實地採訪回收廢油業者，「廢棄食用油」每桶17公斤重，每桶回收價230元，轉賣工廠價每桶270元，平均每公斤賺不到2.36元。
油脂再利用業
環保署勾稽組組長顏振華表示，
「廢食用油」目前可用於製造生質柴油、肥皂、硬脂酸，再利用機構已從2012年的15家下降至2014年約10家。回收廢油業者抱怨，國內廢油有意願處理成生質柴油只剩下「承德油脂」一家。環保署的數據顯示，2014年1到8月廢油出口量高達11000多噸，為2013年總出口量10倍。15日，環保署公布2008年至2014年間「廢食用油」流向，每年能掌握到回收廢油量多在2至3萬噸，不到原先推估7至8萬噸的一半，其他廢油多流向不明。
生質柴油
2014年10月，
零售加油站及遊覽車業同聲反對銷售及使用生質柴油，反對主因為國內生產技術及品質都不穩定，遊覽車公會全聯會強調，使用近一年時間已發生過500多件行駛中熄火的傷害事件。

### 飼料油的問題

#### 現況
地方單位人力及稽查
楊憲宏指出，台灣的製油公司，一般同時領有「製作食用油」以及「生產飼料」兩種執照，當進口飼料等級原料，在生產技術益發精進的情況下，若動手腳去做食品油，地方單位如果沒有中央等級專業人員、器材並配合檢、調聯合稽查，稽查及檢驗將難以成效。2013年油品事件發生，當時各縣市衛生局專業稽查人力「只有500人」，要如何清查163家油品製造工廠，並負責稽查管制藥品和毒品等，人力嚴重不足，該怎麼解決？!

### 味全食品檢驗中心造假報告的問題
味全食品公司自設的檢驗中心，但2013年曾取得衛生福利部認證。但是在劣油事件中涉嫌做出假的檢驗報告。事發後，衛生福利部食藥署僅表示，認證的部份只有果汁和鮮奶，並沒有油品部份，所以無法撤照。

### 重視檢驗而非源頭管理
政府管理食品安全的角度傾項加強稽查與強調檢驗，但檢驗是最後的關卡，而不是起源。台灣食品技師協會理事長余嚴尊認為，檢驗是末端手段，從原料就開始驗，太耗費資源，政府應建立完整的追溯制度，再輔以產品檢驗，才能有效率地管控食安。

### 揭弊者法案久孵
《吹哨者保護法》或稱《揭弊者保護法》臺灣版，自2012年7月法務部長曾勇夫因「林益世索賄案」表示，廉政署將於2012年底完成《吹哨者保護法》草案，到2014年1月報導稱最快3月送立法院，截至2014年10月中華民國欲如美國生出《吹哨者保護法》，吹哨者（揭弊者，抓耙仔）可能有得等。

## 各界反應

### 臺灣時論
| 區分                             | 概述 |
| -------------------------------- | --- |
| 省思                             | 國立臺中教育大學張明純9月6日表示，「一分錢一分貨」，低價買不到好食材，好食材得經農人與生產者的千辛萬苦，借用自由主義經濟學之父亞當·斯密的話「我們的晚餐，不是來自於屠夫與釀酒師的善心，而是來自於他們的自利」來自省。 |
| 省思                             | 前消基會董事長李伸一指出，「一個商人如果沒有商業道德及社會責任感，對於整個國家社會的傷害實在太大，消費者的權益也難以保護」。前消基會秘書長劉炳森也表示，「我們的商人中，的確有少部份財迷心竅唯利是圖，病態已經到了無法挽回的地步」。 |
| 省思                             | 《今周刊》928期，范疇先生於其專欄內發問： 1. 「黑心食品能存在10餘年，是因為政府的物價干預、廠商的將本求利、消費者的貪便宜所致。 當商品被限制售價時，它的良心成本由誰來負擔？ 」 2. 「全世界的先進國家都用羅賓漢的原則徵稅，然後用市場原則治理經濟，而只有臺灣用資本主義的原則徵稅，然後用羅賓漢原則治理經濟。」 |
| 2014年9月「臺港黑心食用油」      | |
| 論禍事者                         | 《聯合報》6日社論點出：「一分錢，一分貨」，事隔30年，餿水油事件重現台灣，對企業經營者和消費者都是一次當頭棒喝。「道德是有成本、有代價的！」 |
| 論禍事者                         | 《蘋果日報》社論多日標題，分別為6日「味全還能喊冤說無辜嗎」、8日「務必重判毒油奸商」、11日「毒不死 怎槍斃」。 |
| 論禍事者                         | 《自由時報》社論多日標題，分別為12日「嚴懲不法餿水油業者」、19日「讓欺瞞社會者付出代價」 |
| 時評政府                         | 《聯合報》社論，19日標題為「政府該做而沒做好的事：從收廢油到收垃圾」。29日標題為「食安監督機制失靈，卻一心想著嚴刑重罰」。 |
| 時評政府                         | 《中國時報》社論，標題為「食安問題就是國安問題」。 |
| 時評政府                         | 《蘋果日報》13日社論，標題為「不下跪就下台」。 |
| 時評政府                         | 《國語日報》6日社論，結語「從葡萄籽油摻銅葉綠素鈉到餿水油，國內頻頻發生黑心油品事件，雖說是業者不肖，但政府把關不嚴，實在難脫責任。」。 |
| 時評政府                         | 《經濟日報》社論，標題為「台灣經濟豈可被餿水油打敗？」並指陳「從源頭建立一套可靠、有效的食品安全管理體系；加重食品廠商的法律責任，並對惡質違法者處以嚴刑峻罰；大幅強化中央和地方食品安全查核機制；充實食安預算經費及相關人力等。」 |
| 時評政府                         | 《人間福報》9月15日社論，標題為「記取食安的教訓」。 |
| 政府 與 企業                     | 《蘋果日報》社論， - 9日標題為「別道歉 告國賠」 - 16日標題為「向正義伯立正敬禮」。起因於，正義的公民感到恐懼，懶惰的官員一個都沒受到懲處。出現這種現象表示政府紀律崩壞、社會沒有公道，國家已瀕臨內爆的懸崖。結語「公僕應同奸商重判」。 |
| 政府 與 企業                     | 《工商時報》社論，結語「此次食安事件給我們最大的啟示，就是食安管理應該務實求真。官員們應有警覺性，不要動輒以數據搪塞問題的嚴重性；其次，政府GMP認證要重建公信力，不能再僅供參考不足為憑。此外，社會各界對於涉入事件的廠商要用不同的標準看待與處理，亦即對於有檢驗能力且應注意、能注意、卻沒有盡注意義務的廠商，要課以重責；其中若有藉機牟利者，更應嚴加究責。若不如此，食安事件就像打地鼠，冒出一個打一個，永遠沒有打完的一天。」。 |
| 政府 與 企業                     | 《國語日報》社論，標題分別為15日「業者心態可議 政府善後延宕」、18日「品德，應是所有教育的核心」。 |
| 2014年10月「正義食品黑心食用油」 | |
| 政府信用破產                     | 《蘋果日報》10月9日社論，標題為「混吃等死的行政團隊」。起因於9月中旬，立委陳其邁與林淑芬在立法院總質詢就對「頂新正義油品」可能混充「飼料油」提出示警，如今全然證實。 |
| 政府失能                         | 《人間福報》10月11日社論，標題為「抵制黑心企業」。 |
| 嚴修母法，廣開後門               | 《人間福報》10月14日社論，標題為「食安至上 」。批評政府近期食安修法後的執行結果，出現「嚴修母法，積極關門；鬆修細則，廣開後門」現象，食安法看似嚴修，實際管理漏洞百出。結語「徒法不足以自行，法律再嚴苛，不能落實，一切都是徒然。」 |
| 卸責、 民粹、 惡母               | 《聯合晚報》10月13日社論，標題為「政府除了抵制之外…」。《聯合報》10月15日社論，標題為「政府處理食安 要有正面思考與布局」。 |
| 消費者的 公民 自覺               | 《聯合晚報》10月15日社論，標題為「政治惡習不除 食安問題難解」。《聯合報》10月16日社論，標題為「擁有權力卻無法興利除弊，是可恥的」。 |

### 外媒
新加坡《聯合早報》社論認為，
台灣爆發嚴重食安問題，商家為節約成本而違背良心，政府有責任加強監督執法，避免事件重演」。同時指出，「台灣社會的人情味或許濃於中國大陸，社會秩序更為良好，但餿水油並非台灣首宗食品安全事件。——

### 中國大陸
广州日报报业集团《信息时报》评论说，
“为何金钱轻易就能泯灭了某些商人的良知与道德？更可怕的是，我们不知道还有多少因为监管者的懈怠、纵容而至今未爆发的黑心产品，至今仍在光明正大的赚着黑心钱？——
知名科普作家、打假專家方舟子说，
大陆地沟油主要是销往餐馆、小作坊，像台湾这次这样一家为各个大型食品加工厂提供原料的大企业居然使用地沟油，大陆还没发现，算是宝岛的创举。这种事情太可怕了，意味着每个消费者都会吃进地沟油。”，并表示“台湾对涉及食品安全犯罪的处罚比大陆轻，像上次塑化剂事件，最高也只以欺诈罪等罪名判15年，如果是在大陆，会被判死刑、无期。——
专栏作家王先知说，
如果从管理学的角度思考，不得不引入企业社会责任理念，这个概念是指企业在创造利润、对股东承担法律责任的同时，还要承担对员工、消费者、供应商、社区和环境等利益相关方的责任。这次台湾地沟油事件，也折射出康师傅等企业并没有对其供应商进行有效的社会责任管理。——
資深媒體人信海光指出，
```
臺灣人民發起抵制黑心企業
頂新國際集團
（康師傅），有錢賺嗎？
敢和大企業對抗？有什麼憑藉？
了不起的不是抵制這件事，而是人人不約而同抵制購買頂新集團所有產品。|
[
227
]
[
228
]
[
229
]
[
230
]
}}
```

### 其他
2014年9月10日，三立新聞網稱，『餿水油「名揚國際」 日人：台灣和中國真是越來越像了！』《彭博商業周刊》就「污染的豬油：中國最新一波食安恐慌源自台灣」（Tainted Lard:China’s Latest Food-Safety Scare Comes From Taiwan）為題，報導台灣餿水油始末，和味全因此股價下跌，同時提到這是台灣一年內發生的第二起食安問題。文中分析，台灣發生食安風暴，正好給中國一個幸災樂禍的機會，中國飽受食品安全醜聞抨擊，中國食品當局肯定很高興可以有抨擊對手的機會。其他包括時代雜誌、紐約時報、日本放送協會（NHK）、朝日新聞、產經新聞、日本經濟新聞、每日新聞及時事通信等日本各大媒體連日來也報導台灣餿水油事件。同時，日本親台網友對台灣的食安風暴表示錯愕，有部分網友甚至說台灣和中國真的是越來越像了。台灣網友則對國際媒體對餿水油風暴的報導，自嘲表示這真的是另類的台灣之光。
中國大陸民間人士，獨自建立類似維基百科的「食安資訊網」，自2011年迄今已有超過3,000筆可疑食物的檔案。
- 2014年9月13日，民進黨發言人黃帝穎表示，魏應充是2012年總統大選馬吳的全國工商團體後援會副總會長[235][236][237]，認為檢方不可選擇性辦案，應與高振利、葉文祥一樣要聲押。[238]
- 2014年10月15日，吳子嘉表示，馬團隊在總統競選期間，曾收了頂新魏家逾十億的政治獻金。拿人手短、吃人嘴軟， 只好以掩護魏家的方式，來掩蓋自己貪污的事實。所以，吃頂新黑心錢的馬團隊，恐怕要做好坐牢的準備。[239]

- 2014年12月17日，國民黨立法委員謝國樑表示，從政府處理頂新案的狀況來看，實際上總統府的說法和作法，「我相信總統府是有很大的包袱」，這是很明顯可以看得出來，而這個包袱的背後是什麼，也不困難猜的到，可能是政府在選舉的時候，頂新有一些支持，因此確實看得出來「拿人手軟」。[240]

### 封殺/抵制頂新集團
由於，10月8日公布頂新集團旗下食用油出事，近年來已經累犯多次，引發宜蘭、台北、新北、台中、台南、高雄、台東等縣市所屬校園、機關全面抵制該集團產品，採取「不買、不用、不吃」。另外，以公股行庫為主，依2014年3月銀行公會「赤道原則」，對黑心企業實施金融「緊縮授信」。
10月17日，消費者文教基金會發布「無限期抵制頂新產品」的Android免付費App，可快速查詢頂新旗下有哪些產品或服務。
12月17日， 國民黨立法委員謝國樑表示，從政府處理頂新案的狀況來看，實際上總統府的說法和作法，「我相信總統府是有很大的包袱」，這是很明顯可以看得出來，而這個包袱的背後是什麼，也不困難猜的到，可能是政府在選舉的時候，頂新有一些支持，因此確實看得出來「拿人手軟」。
2015年11月，因頂新一審無罪，民間發起第2波抵制潮，2015年12月10日起於全省美式量販店好市多超市秒買秒退行動， 12日在台北凱達格蘭大道舉行「1212捍衛食安大遊行」。

2015年12月20日正式發起『全民監督，解放味全（页面存档备份，存于）』活動,flyingV全民集資收購味全（页面存档备份，存于），希望於全台灣各大城市舉辦說明會，邀請全台灣的民眾一起參與，募集全台灣之專業、資金、股權、委託書將味全還給社會。

## 改進與落實

### 政府
雲林縣環保局9月19日追查劣質食用油近半個月來，開罰違反廢棄物清理法業者13家、違反空氣污染防制法1家、違反食品衛生管理法及詐欺罪1家，總共15家。
馬英九總統21日說，『管得住、抓得到、罰得重』是解決食安問題的不二法門。
衛生福利部食品藥物管理署9月24日表示，油脂業要落實三級品管，原料油加驗脂肪酸，並依各界意見，參考歐盟油品標準，同時衡量國內違規現況，加驗醛類化合物、反式脂肪酸、多環芳香族化合物、丙烯醯胺、戴奧辛多氯聯苯等項，從源頭把關。如2012年抽檢，改為常態。

### 民間
臺灣民眾自製豬油風氣再起，中秋節烤肉，有民眾不買烤肉醬，自己備妥醬料。

### 企業
義美總經理高志明直指，應當「教育、輔導、協助」微型攤商、餐廳，並建議「飼料油廠」和「食用油廠」的製作許可執照要分開，從關稅和分廠一起改革，政府查核才能正本清源，還可增加政府稅收。

### 食品安全衛生管理法11月修正案
2014年11月18日，立法院三讀通過《食品安全衛生管理法》修正案。消基會名譽董事長謝天仁受訪時表示，對受害消費者並沒有益處，因為民事賠償太困難了，即使提高罰金上限，將錢存入食安基金，消費者要進行集體訴訟從中聲請金援、打官司，無法得到立即的賠償。

## 民事賠償
批判政府，恐求償無門
- 2014年9月24日，民進黨立委田秋堇、師大化學系教授吳家誠、譚敦慈女士[l]等人表示，政府的「無害言論說」，忽略毒性累積[m]危害，恐使受害民眾永遠得不到賠償。[263]

建議集體訴訟
- 高雄地方法院庭長楊智守認為，不管從《消費者保護法》或《民法》[n]，一般消費者雖然可以打官司，但在法庭上求償終究還是得攤開證據，證明自己「損失」多少，實務上除了財產損失有明確數字，如果要求償身體、精神上的損失，很難具體舉證。[264]
- 律師黃俊嘉[o]分析，民眾向強冠請求賠償，須證明身體出問題與強冠餿水油有因果關係，最好仍是透過消基會等消保團體打集體訴訟。[264]

強冠公司說法
- 2014年9月12日，公司委任律師蔡文彬表示，將對郭烈成及香港金寶運公司求償，求償後的所得用來賠償國內下游廠商。[264]
- 2014年9月12日，公司員工透露，下游廠商勢必要負責賠償，但是否會提出對消費者的賠償方案，公司還得跟下游盤商討論。[264]

## 新聞傳播及公民參與
歐洲消費者聯盟副主席及國際消費者聯盟資深顧問18日參加於台北舉辦的「2014台灣歐盟消保團體公益交流論壇」，對於食品安全議題表示「政府辦案態度、媒體報導及消費者監督」都至關重要。

## 緊急措施
行政院院長江宜樺10月11日宣示，開放「豬油緊急進口」，並搭配機動調降關稅。10月13日確定調降豬油關稅從20%降到10%，並為期半年，待行政院核定後實施。

## 外部連結
- 黑心油品事件專區（页面存档备份，存于） - 衛生福利部食品藥物管理署（繁體中文）
- 地沟油去哪儿？（页面存档备份，存于） - 21世纪经济报道（简体中文）